# جون هولاند (مقدم برامج إذاعية)
جون هولاند (بالإنجليزية: John Holland)‏ هو مقدم برامج إذاعية أمريكي، ولد في 1961.

## وصلات خارجية
- الموقع الرسمي